# Chlorodectes baldersoni
Chlorodectes baldersoni är en insektsart som beskrevs av Rentz, D.C.F. 1985. Chlorodectes baldersoni ingår i släktet Chlorodectes och familjen vårtbitare. Inga underarter finns listade i Catalogue of Life.